# Kozaciîi Hai, Sînelnîkove
Kozaciîi Hai (în ucraineană Козачий Гай) este un sat în comuna Maiske din raionul Sînelnîkove, regiunea Dnipropetrovsk, Ucraina.

## Demografie
Componența lingvistică a localității Kozaciîi Hai
     Ucraineană (88%)
     Rusă (12%)
Conform recensământului din 2001, majoritatea populației localității Kozaciîi Hai era vorbitoare de ucraineană (88%), existând în minoritate și vorbitori de rusă (12%).